# كارينا بار
كارينا بار (بالألمانية: Carina Bär) هي مجدفة ألمانية ولدت في يوم 23 يناير 1990 في مدينة هايلبرون في ألمانيا. أبرز إنجازاتها هو فوزها بالميدالية الذهبية في مسابقة التجديف الرباعي في دورة الألعاب الأولمبية الصيفية 2016 في ريو دي جانيرو برفقة آنكاترين ثييل وجوليا لاير وليزا شميلدا. كما فازت بالميدالية الفضية في دورة الألعاب الأولمبية الصيفية 2012 في لندن.